# Ali Nasser
Ali Nasser (Doha, Catar, 16 de mayo de 1986) es un exfutbolista de Catar que jugaba en la posición de defensa.

## Carrera

### Club
| Periodo   | Club                    |
| --------- | ----------------------- |
| 2003-2013 | Al Sadd SC              |
| 2009-2010 | → Lekhwiya SC (cedido)  |
| 2011–2012 | → Al-Wakrah SC (cedido) |
| 2013-2014 | Muaither SC             |
| 2014-2015 | Al-Mesaimeer SC         |
| 2015-2016 | Umm-Salal SC            |

### Selección nacional
Jugó para Catar en 19 ocasiones de 2004 a 2009 y anotó dos goles; ganó la medalla de oro en los Juegos Asiáticos de 2006 y participó en la Copa Asiática 2007.

## Logros

### Club
- Liga de fútbol de Catar (4): 2003–04, 2005–06, 2006–07, 2012–13
- Copa del Emir de Catar (2): 2004-05, 2006-07
- Copa de Catar (4): 2003, 2006, 2007, 2008
- Copa del Jeque Jassem (1): 2006
- Copa de las Estrellas de Catar (1): 2011
- Segunda División de Catar (1): 2009-10

### Selección nacional
- Juegos Asiáticos (1): 2006